# Rasbora
Rasbora es un género de peces, de la familia Cyprinidae. Sus especies se distribuyen por la región indomalaya.

## Especies
Se reconocen las siguientes:

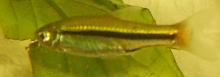
Un adulto de Rasbora borapetensis

- Rasbora amplistriga Kottelat, 2000
- Rasbora api Lumbantobing, 2010
- Rasbora aprotaenia Carl Hubbs & Brittan, 1954
- Rasbora argyrotaenia (Bleeker, 1850)
- Rasbora armitagei Anjana Silva, Maduwage & Pethiyagoda, 2010
- Rasbora arundinata Lumbantobing, 2014[2]
- Rasbora atranus Kottelat & H. H. Tan, 2011[3]
- Rasbora atridorsalis Kottelat & X. L. Chu, 1987
- Rasbora aurotaenia Tirant, 1885
- Rasbora baliensis Carl Hubbs & Brittan, 1954
- Rasbora bankanensis (Bleeker, 1853)
- Rasbora beauforti Hardenberg, 1937
- Rasbora bindumatoga Lumbantobing, 2014[2]
- Rasbora borapetensis H. M. Smith, 1934
- Rasbora borneensis Bleeker, 1860
- Rasbora bunguranensis Brittan, 1951
- Rasbora caudimaculata Volz, 1903
- Rasbora caverii (Jerdon, 1849)
- Rasbora cephalotaenia (Bleeker, 1852)
- Rasbora chrysotaenia C. G. E. Ahl, 1937
- Rasbora daniconius (F. Hamilton, 1822)
- Rasbora dies Kottelat, 2008
- Rasbora dorsinotata Kottelat & X. L. Chu, 1987
- Rasbora dusonensis (Bleeker, 1851)
- Rasbora einthovenii (Bleeker, 1851)
- Rasbora elegans Volz, 1903
- Rasbora ennealepis T. R. Roberts, 1989
- Rasbora everetti Boulenger, 1895
- Rasbora gerlachi C. G. E. Ahl, 1928
- Rasbora haru Lumbantobing, 2014[2]
- Rasbora hobelmani Kottelat, 1984
- Rasbora hosii Boulenger, 1895
- Rasbora hubbsi Brittan, 1954
- Rasbora jacobsoni M. C. W. Weber & de Beaufort, 1916
- Rasbora johannae Siebert & Guiry, 1996
- Rasbora kalbarensis Kottelat, 1991
- Rasbora kalochroma (Bleeker, 1851)
- Rasbora kluetensis Lumbantobing, 2010
- Rasbora kobonensis Chaudhuri, 1913
- Rasbora kottelati K. K. P. Lim, 1995
- Rasbora labiosa Mukerji, 1935
- Rasbora lacrimula Hadiaty & Kottelat, 2009
- Rasbora lateristriata (Bleeker, 1854)
- Rasbora laticlavia Siebert & P. J. Richardson, 1997
- Rasbora leptosoma (Bleeker, 1855)
- Rasbora maninjau Lumbantobing, 2014[2]
- Rasbora meinkeni de Beaufort, 1931
- Rasbora myersi
- Rasbora naggsi Anjana Silva, Maduwage & Pethiyagoda, 2010
- Rasbora nematotaenia Carl Hubbs & Brittan, 1954
- Rasbora nodulosa Lumbantobing, 2010
- Rasbora notura Kottelat, 2005
- Rasbora ornata Vishwanath & Laisram, 2005
- Rasbora patrickyapi H. H. Tan, 2009
- Rasbora pauciperforata M. C. W. Weber & de Beaufort, 1916
- Rasbora paucisqualis C. G. E. Ahl, 1935
- Rasbora paviana Tirant, 1885
- Rasbora philippina Günther, 1880
- Rasbora rasbora (F. Hamilton, 1822)
- Rasbora reticulata M. C. W. Weber & de Beaufort, 1915
- Rasbora rubrodorsalis Donoso-Büchner & J. Schmidt, 1997
- Rasbora rutteni M. C. W. Weber & de Beaufort, 1916
- Rasbora sarawakensis Brittan, 1951
- Rasbora semilineata M. C. W. Weber & de Beaufort, 1916
- Rasbora septentrionalis Kottelat, 2000
- Rasbora spilocerca
- Rasbora spilotaenia Carl Hubbs & Brittan, 1954
- Rasbora steineri Nichols & Pope, 1927
- Rasbora subtilis T. R. Roberts, 1989
- Rasbora sumatrana (Bleeker, 1852)
- Rasbora tawarensis M. C. W. Weber & de Beaufort, 1916
- Rasbora taytayensis Herre, 1924
- Rasbora tobana C. G. E. Ahl, 1934
- Rasbora tornieri C. G. E. Ahl, 1922
- Rasbora trifasciata Popta, 1905
- Rasbora trilineata Steindachner, 1870
- Rasbora truncata Lumbantobing, 2010
- Rasbora tubbi Brittan, 1954
- Rasbora tuberculata Kottelat, 1995
- Rasbora vaillantii Popta, 1905
- Rasbora volzii Popta, 1905
- Rasbora vulcanus H. H. Tan, 1999
- Rasbora vulgaris Duncker, 1904
- Rasbora wilpita Kottelat & Pethiyagoda, 1991